# Chiesa dei Santi Placido ed Eustachio
La chiesa parrocchiale dei Santi Placido ed Eustachio è un edificio religioso che si trova a Someo, frazione di Maggia in Canton Ticino.

## Storia
La struttura viene citata per la prima volta in documenti storici risalenti al 1365. A giudicare dalla data sull'architrave del portale l'attuale aspetto risale probabilmente al 1536, quando venne completamente ricostruita, nel XVIII secolo vennero aggiunti il coro ed il portico antistante la facciata, affrescato da Giacomo Antonio Pedrazzi nel 1857.

## Descrizione
La chiesa ha una pianta ad unica navata sovrastata da una volta a botte.